# رسول الزركاني
رسول الزرگاني خطاط ومزخرف عراقي من مواليد مدينة الحلة بمحافظة بابل. يشغل منصب رئيس جمعية الخطاطين العراقيين فرع بابل ويعمل استاذاً محاضراً لمادة التخطيط والألوان في كلية الفنون الجميلة بجامعة بابل. تعلم أصول الخط العربي على أيدي الخطاطين جاسم النجفي ونبيل الشريفي وحيدر ربيع، فيما تعلم أسرار الزخرفة الأولية على يد الخطاط والمزخرف البغدادي طه البستاني. له إجازتان في الخط العربي صدرتا في العام 2013، الأولى من الخطاط الرائد مهدي الجبوري والثانية من الخطاط البصري عبد الكريم الرمضان.

## مراحل الدراسة
باشر الزرگـاني دراسته في كلية الفنون الجميلة بقسم الفنون التشكيلية عام 2009 وتخرج منها عام 2014، مع العلم انه لا يوجد قسم للخط في تلك الكلية، بل كان في بغداد حصرا، ولما لم يسمح وضع عائلته المادي من اتمام الدراسة ببغداد قرر أن يتم الدراسة في قسم الرسم. نال درجة البكالوريوس وبتقدير ثاني على القسم، وخدم لمدة سنتين في وزارة التعليم العالي والبحث العلمي وفق اخر شهادة وقدم على الماجستير ونالها. كان المشروع العملي للتخرج للمرحلة الرابعة له عبارة عن لوحة رسم اسمها (صراع الديكة)، واما مشروع بحث التخرج النظري له فهو (النسبة في خطوط امير المؤمنين علي بن أبي طالب عليه السلام). في الماجستير لم تكن منطقته الرسم، ولكنها كانت هي الخط والزخرفة، ولا توافق اللجنة على اختصاص خارج الاقسام الموجودة مما استدعاه إلى اختيار منطقة وسطية بين الرسم وبين الخط والزخرفة وهي منطقة (المنمنمات) كونها تجمع بين فني الخط العربي والزخرفة وبين فن الرسم، وكان موضوعه يتعلق بالفنان الإيراني محمود فرشچيان، وكان عنوان اطروحة الماجستير (تحولات الشكل في أعمال محمود فرشچيان للفترة من عام 1959 ولغاية 2012) وحصلت على تقدير امتياز، وقدم على دراسة الدكتوراه في نفس السنة التي ناقش فيها رسالة الماجستير.

## الرحلة مع الخط العربي والزخرفة
تعرض الزرگـاني عام 1992 إلى حادثة حريق اصيب بسببها بحروق في ساقه ارقدته لمدة ثمانية أشهر قرأ فيها جميع الكتب والمجلات في مكتبة المنزل، وللقضاء على الملل باشر - وبتشجيع من عائلته - بتعلم الخط العربي على كراس خط الرقعة للخطاط الرائد مهدي الجبوري، وفي عام 1994 توجه إلى محافظة النجف قاصداً الخطاط جاسم النجفي ليكون استاذه في تعلم خبايا وأسرار الخط والخطاطين، وبعد انقضاء ثلاث سنين من التعلم والتدريب سافر استاذه النجفي عام 1997 إلى لبنان، مما استدعى الزرگـاني لأن يقصد المدرسة البغدادية في الخط واساتذتها، والتقى هناك بأحد تلامذة جاسم النجفي وهو الخطاط حيدر ربيع والذي يشغل منصب رئيس قسم الخط والزخرفة في معهد الفنون الجميلة ببغداد. بقي الزرگـاني عند حيدر ربيع مدة عامين درس فيهما الخط الديواني والديواني جلي ونصحه باختيار اسلوب محدد لأحد الخطاطَين الكبيرَين في كتابته والسير على منهجهما، وهما كل من الخطاط هاشم محمد البغدادي والخطاط العثماني محمد عزَّت (1257-1320هـ). وفي محترف استاذه حيدر ربيع، التقى الزرگـاني بالخطاط الجنوبي حبيب السعداوي ونصحه بتعلم اسرار الخط وفق المدرسة العثمانية وأشار عليه بالخطاط البغدادي نبيل الشريفي والذي يقع منزله ومحترفه قرب جامع ومرقد أبي حنيفة النعمان ببغداد، وليس ببعيد عنه التقى الزرگـاني بالخطاط والمزخرف البغدادي طه البستاني والذي أخذ منه الأصول الاساسية في فن الزخرفة والريازة الإسلامية. استمر الزرگـاني بالدرس على يد الخطاط نبيل الشريفي لغاية عام 2000. في العام 2009 سافر الزرگـاني إلى إيران قاصداً مدينة اصفهان والتقى فيها بالمزخرف والمُذَّهِب الإيراني مجيد صادق زاده والذي استنبط منه أفكاراً جديدة في تجربته الخطية والزخرفية.

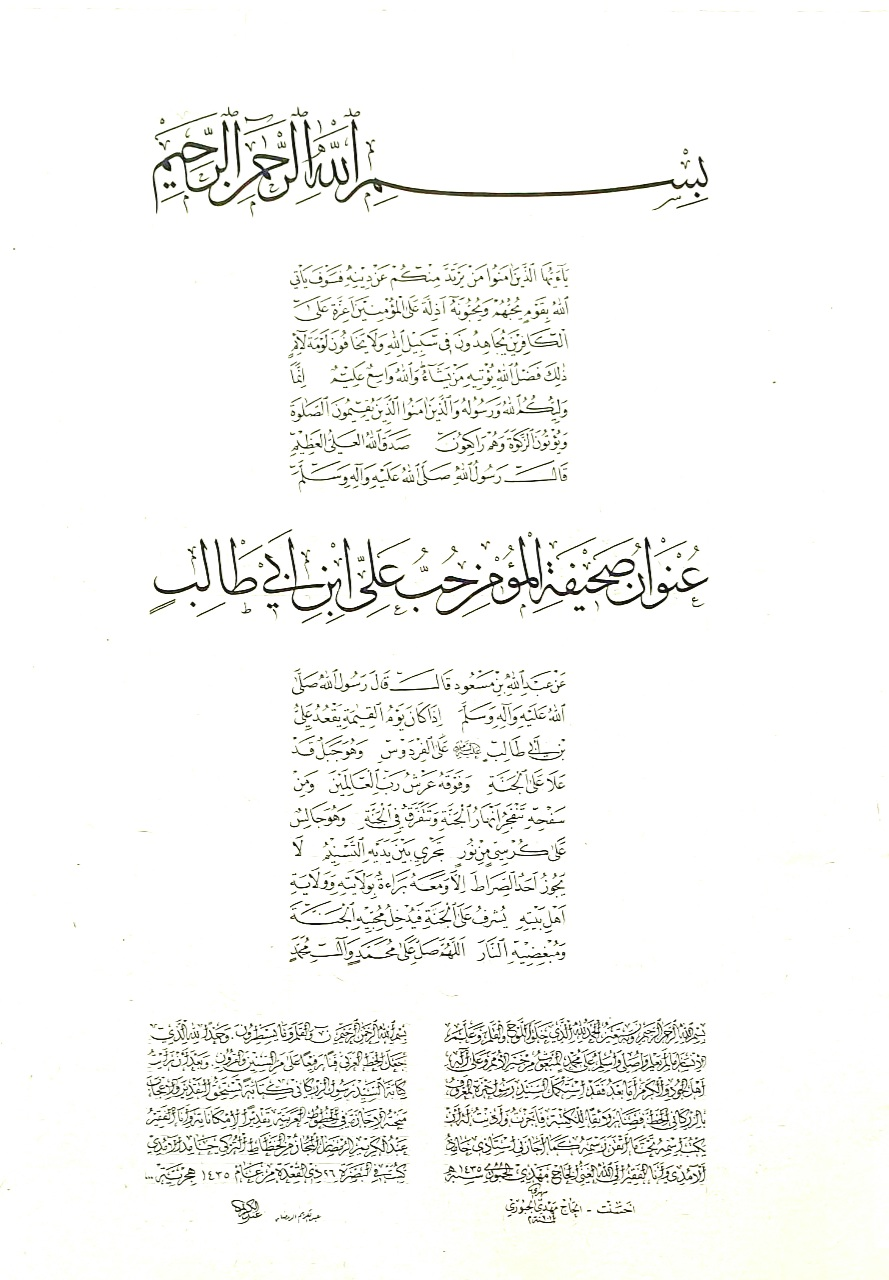
إجازة الخط التي منحها كل من الخطاط مهدي الجبوري والخطاط عبد الكريم الرمضان إلى الخطاط والمزخرف رسول الزركاني عام 2013

## المعرض الأول
أقام الزركاني معرضه الشخصي الأول عام 2010 على قاعة عشتار للفنون في بابل حيث تم عرض 20 لوحة جسدت في مضامينها أنواع الخط العربي محاطة بزخارف فنية، وفي وقت لاحق من نفس العام شارك أيضا مع ثمانين فناناً في معرض الفن التشكيلي والنحت بمحافظة النجف ضمن فعاليات النجف عاصمة الثقافة الإسلامية للعام 2012.